# Heptochona maldivensis
Heptochona maldivensis is een rondwormensoort uit de familie van de Rhabdochonidae. De wetenschappelijke naam van de soort is voor het eerst geldig gepubliceerd in 2007 door Moravec, Lorber & Konecný.